# اگوا-کوکو
اگوا-کوکو (به لاتین: Agua-Coco) یک منطقهٔ مسکونی در سائوتومه و پرنسیپ است که در São Tomé Province واقع شده‌است.